# ポイペト
座標: 北緯13度39分 東経102度34分 / 北緯13.650度 東経102.567度
ポイペト (Poipet, または、ポイペット) は、カンボジア西部にあるタイ王国との国境の町である。タイ側の都市アランヤプラテートと接している。
カンボジアの首都プノンペンと、タイの首都バンコクなど両国の中心部を陸路で行き来する際のキー・ポイントであり、2019年4月には両国を結ぶ鉄道路線が再開通した。隣接するタイでは違法であるギャンブルの目的地として人気がある。カジノとホテルの一部はタイとカンボジアの出入国審査場の間にあり、それゆえタイ側から訪れた人はカンボジアの出入国管理を行う必要なくカンボジアでギャンブルをすることができる。
カンボジア内戦期はクメール・ルージュ（ポル・ポト派）の拠点であった。和平後の経済復興では上記のカジノが原動力になったが、タイの製造業で人手不足や賃金上昇が進んだことから、日系企業を中心に工場の進出が相次いでおり、豊田通商が工業団地「テクノパーク・ポイペト」を2017年開設した。人口は10万人を超えている。2019年12月9日には、プノンペン経済特区社による経済特区も新設された。人件費が高いタイから製造業の移転を見込む「タイ＋1」の企業進出を見込んでいる。
2022年12月22日、フン・セン首相は、国内と近隣諸国を結ぶ高速鉄道の研究を進めていることを明らかにしました。"プノンペンとプレアシアヌーク州、タイとの国境を結ぶ高速鉄道の研究を行っている。"

## 交通

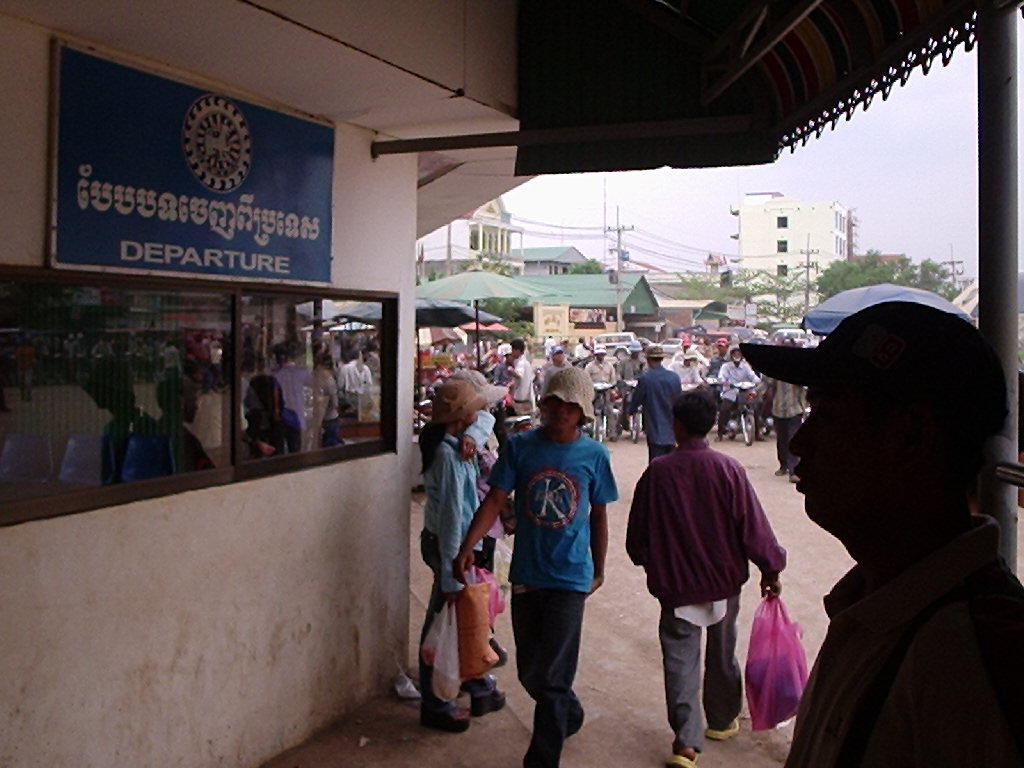
カンボジア側から見た、カンボジアの入国審査カウンター。

前述の鉄道以外では、シェムリアップ、バッタンバン方面へバスが運行されている。タイのバンコクから、カジノ利用客向けに送迎バスが運行されている。